# La perra (película de 2023)
La perra es un cortometraje animado de 2023 producido entre Colombia y Francia. Dirigido por Carla Melo Gampert y producido por Franco Lolli, participó en la competencia oficial de cortometrajes de la edición número 76 del Festival de Cine de Cannes. Se convirtió además en la primera película animada profesionalmente en Colombia en participar en dicho festival. De igual forma, obtuvo premios y nominaciones tras su paso por diferentes festivales de animación del mundo.

## Trasfondo
La directora describe el cortometraje como el proceso de «ser hija, ser madre, ser perra y volverse mujer», y se basó en sus propias experiencias en la adolescencia: «Sentía que mi cuerpo se volvía monstruoso, que yo era mala y que desear sexualmente estaba muy mal. Así nos culpábamos y lo vivíamos la mayoría de las mujeres con las que crecí en el colegio. Una culpa profunda, esa misma que nos condena a ser niñas tiernas y luego madres dedicadas o, de lo contrario, a que nos vean como perras». El nombre del filme provino de una perra llamada Conga que su madre le obsequió cuando tenía once años para ayudarla a afrontar la separación de sus padres.

## Recepción
La revista Semana describió el corto como «una creación de 14 minutos [que] es genuina y global desde su impulso creativo y su capacidad de expresión. Late desde su naturaleza orgánica, como un corazón abierto, y esto lo hace fascinante, inquietante y hermoso a la vez. Y es desde ese prisma que provoca lágrimas, incomodidad, dolor, experiencias amargas, liberación, validación, desencuentros y reencuentros llenos de corazón que no parecían factibles». El portal especializado en animación Radix manifestó: «La perra tiene una trama increíblemente poderosa, pero la obra sólo sella su carácter impactante con la conjunción de historia y estética».

## Premios y reconocimientos
| Año  | Evento                                                                     | Galardón                                     |
| ---- | -------------------------------------------------------------------------- | -------------------------------------------- |
| 2023 | Festival Internacional de Animación de Córdoba, Argentina                  | Premio Rama a la animación hecha por mujeres |
| 2023 | Molodist Kyiv Film Festival, Ucrania                                       | Mención especial                             |
| 2023 | Animaphix Film Festival, Italia                                            | Premio Guttoso                               |
| 2023 | Festival Internacional de Cortometrajes de San Pablo, Brasil               | Premio al mejor corto de animación           |
| 2023 | Festival de Cine de Tirana, Albania                                        | Mejor cortometraje                           |
| 2023 | Panorama de Cine Colombiano, París                                         | Premio del público                           |
| 2023 | Festival Internacional de Cine de Guanajuato, México                       | Mención especial                             |
| 2023 | International Film Festival Message to Man, Rusia                          | Premio Centaur                               |
| 2023 | Ciné Martinique Festival, Martinica                                        | Gran premio del jurado                       |
| 2023 | European Film Forum Scanorama, Lituania                                    | Mejor cortometraje                           |
| 2023 | Future Film Festival, Italia                                               | Mejor cortometraje                           |
| 2023 | Mostra Di Cinema Breve, Italia                                             | Mención especial                             |
| 2023 | Festival Internacional de Cine Colombia de Buenos Aires, Argentina         | Mención especial                             |
| 2023 | Festival Internacional de Cine Documental y Cortometraje de Bilbao, España | Premio Mikeldi al mejor corto de animación   |
| 2023 | Festival Internacional de Cine de Animación de Annecy, Francia             | Nominación al mejor cortometraje             |
| 2024 | Premios Quirino, España                                                    | Nominación al mejor cortometraje             |
| 2024 | Premios Macondo, Colombia                                                  | Mejor cortometraje de animación              |

Fuentes: